# Baix Ebre
El Baix Ebre és una comarca de Catalunya dins de la vegueria de les Terres de l'Ebre. Limita al nord amb lo Baix Camp, la Ribera d'Ebre i la Terra Alta, a l'est amb lo Mar Mediterrani, al sud amb la comarca del Montsià i a l'oest amb la Terra Alta i el Matarranya. Va ser creada el 1936 per la Generalitat de Catalunya, eliminada pel franquisme i restituïda el 1987. L'any 1990 se'n va escindir el municipi de Sant Jaume d'Enveja a l'hemidelta dret.

## Geografia
Té una extensió de 1.002,7 km² i la seua població (2009) és de 81.724 habitants. La formen 14 municipis i la seua capital administrativa és Tortosa.
Característiques del paisatge d'esta comarca són lo curs baix del riu Ebre i el seu hemidelta, l'esquerre, així com les serres de Cardó-Boix, Cavalls i Pàndols, i la dels Ports —amb lo Mont Caro (1.442 m), lo cim més alt de la demarcació.
Los pobles de l'interior de la comarca es caracteritzen pel seu nucli antic, dins del qual se conserva encara certa part de l'arquitectura popular. D'altra banda, els pobles situats a la vora del mar mantenen un cert aire mariner dins del nucli antic. I els pobles de creació més recent són los que trobem en territori deltaic.
Lo Baix Ebre alberga dos parcs naturals: el Parc Natural dels Ports i el Parc Natural del Delta de l'Ebre, dos paratges de gran riquesa paisatgística, natural i animal.

## Relleu

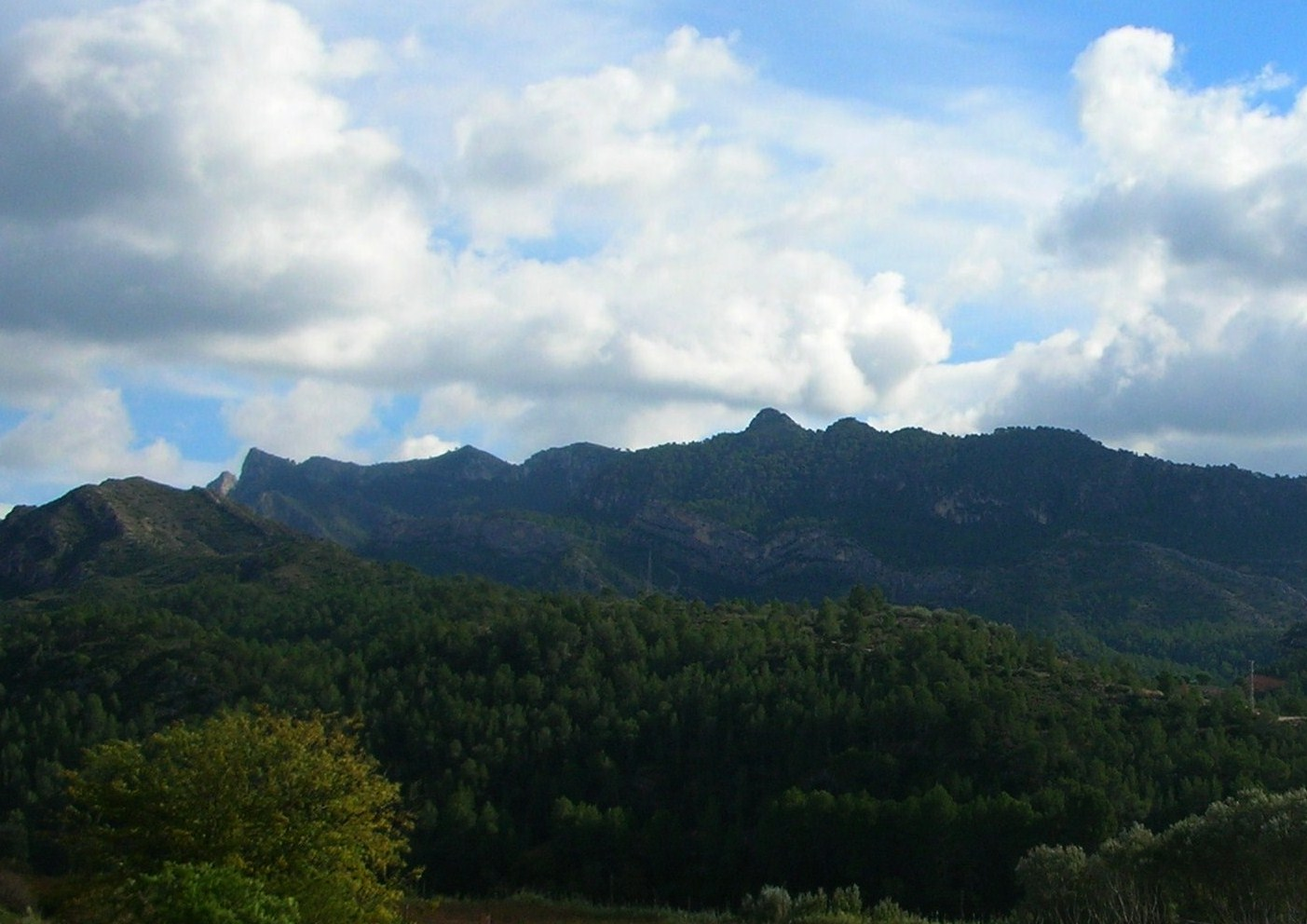
Serra de Cardó

Lo Baix Ebre és tancat per la Serralada Prelitoral. Esta serralada és tallada per l'Ebre, el qual s'ha obert camí pel pas de Barrufemes, en comptes de fer-ho pel pla del Burgar, camí que semblaria més normal. Lo fet és que el riu pren l'itinerari aparentment més difícil, entre les serres de Cardó i el conjunt dels Ports de Beseit.
Al marge esquerre de l'Ebre hi ha una alineació de muntanyes que arriben gairebé fins a la costa. Hi predomina la roca calcària i hi destaquen les serres de Cardó (la Creu de Santos, 941 m.) i del Boix. Constitueixen un conjunt alterós amb nombroses cingleres separades per barrancs profunds. En l'economia tradicional pastoral ha estat un sector força ocupat i explotat. Los colls entre tossals i puigs eren indrets de gran importància en la comunicació i moviment dels ramats: Pas de l'Ase (Benifallet) i portells del Cosp i de Xàquera.
Al marge dret lo relleu és constituït pel gran conjunt dels Ports, que s'estenen molt més enllà del Baix Ebre. Los Ports de Beseit són constituïts per una sèrie de serres amb relleus abruptes, tallats i esquerps. En conjunt és una gran massa de calcàries aixecades, plegades, trencades i replegades. Lo resultat és un relleu enlairat i on és difícil pujar-hi i travessar-ho.
Lo punt més alt és lo Caro, a 1.441 m. Lo Caro, o Montcaro, és un autèntic mirador de tota la comarca: al seu cim s'ha instal·lat un modern repetidor de televisió. S'hi accedeix des de la plana per una pista sinuosa, anomenada del Caragol. La resta són les nombroses moles i tossals que es destaquen d'esta massa rocosa. Entre estos hi ha petites planes ensotades, valls profundes i barrancs que comuniquen los cims i carenes amb la plana. Però, ja s'ha dit, lo pas per estos indrets és difícil i cal anar molt amb compte d'endinsar-se pels Ports sense seguir una ruta coneguda i ben establerta. En cas contrari hom se pot trobar penjat dalt d'un cingle, o tancat en un barranc.
Entre estes dues grans unitats, los Ports i les muntanyes de Cardó, hi ha la vall oberta per l'Ebre, al fons de la qual hi ha la plana al·luvial hi ha un relleu planer, primer amb poc pendent, però a mesura que s'acosta la muntanya es fa més inclinat. Se tracta d'una plana inclinada, per sota dels 200 metres d'altitud, formada per materials desfets que han baixat de les serres veïnes en moments de pluges intenses. Posteriorment ha estat trencada per nombrosos barrancs. Actualment hi predominen los conreus llenyosos i cereals de secà.
És en esta plana inclinada on amb lo temps s'ha anat formant una crosta superficial, una capa molt compacta anomenada tapàs. Los pagesos han trencat esta crosta calcària per tal de poder aprofitar la terra fèrtil que hi ha a sota. Los fragments de tapàs són apilonats a les vores dels camps en forma de lloses de color blanquinós o rogenc.
Lo riu talla esta plana i al seu fons ha format una sèrie de nivells al·luvials o terrasses. La terrassa inferior és regada i intensament conreada, en especial de fruiters i hortalisses.la plana al·luvial regada és estreta, d'un quilòmetre i mig a tres, variable segons la configuració del relleu de cada indret.

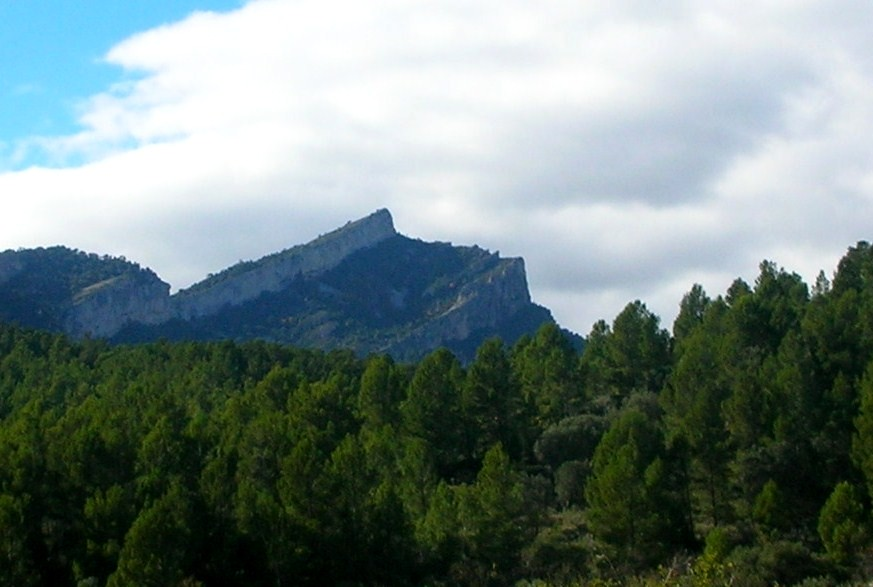
Punta de l'Aliga

Allà on s'uneix un barranc, sol ser més ample, com en lo cas de l'aiguabarreig amb lo barranc de Sant Antoni al sud de Tortosa. Altres barrancs són los del Llop, de la Cunca, de Pinyolriu, de la Crevera, de Farrúbio i de Lladó: tots ells desguassen al marge dret de l'Ebre. Los barrancs del marge esquerre són més curts i amb cabals inferiors, quan porten aigua, a causa de la major proximitat de les serres al llit de l'Ebre i d'una menor precipitació.
Pel cantó del mar hi ha una plana litoral, també solcada per barrancs que només porten aigua en períodes de pluja intensa. La plana és desigual i trencada en diferents llocs, com en lo promontori calcari de la punta de l'Àliga. Hi ha d'altres puntes o caps i diverses cales allà on la costa és una mica alta, d'uns pocs metres.
Però la unitat de relleu és característica del Baix Ebre, com també del Montsià, és la plana deltaica. Per la seua importància, lo delta és descrit en un apartat independent Parc Natural del Delta de l'Ebre.

## Els rius
Parlar dels rius al Baix Ebre és parlar de l'Ebre. La resta són una sèrie de torrents i barrancs que baixen dels Ports o de les serres de Cardó i del Boix. Són curos que recullen l'aigua de conques d'escassa superfície. La majoria van sempre secs, i només porten aigua en los períodes de pluges importants. Després queden secs fins a la propera pluja abundant. N'hi ha que desguassen a l'Ebre i d'altres directament a la mar. D'estos torrents i barrancs ja s'ha parlat en lo capítol del relleu, i se n'han indicat los més destacats.
De l'Ebre també se n'ha parlat en comentar la formació del delta. Ara en fixarem sobretot en lo règim actual del riu. L'Ebre és lo riu més cabalós de la península Ibèrica, ja que recull les aigües dels vessants pirinencs, on neva i plou força. L'Ega, l'Arga, l'Aragon, lo Gàllego i, sobretot, lo conjunt del Cinca-Segre fan que l'Ebre tingui un cabal abundant. Té 908 km. de longitud i una conca d'uns 85.000 km².

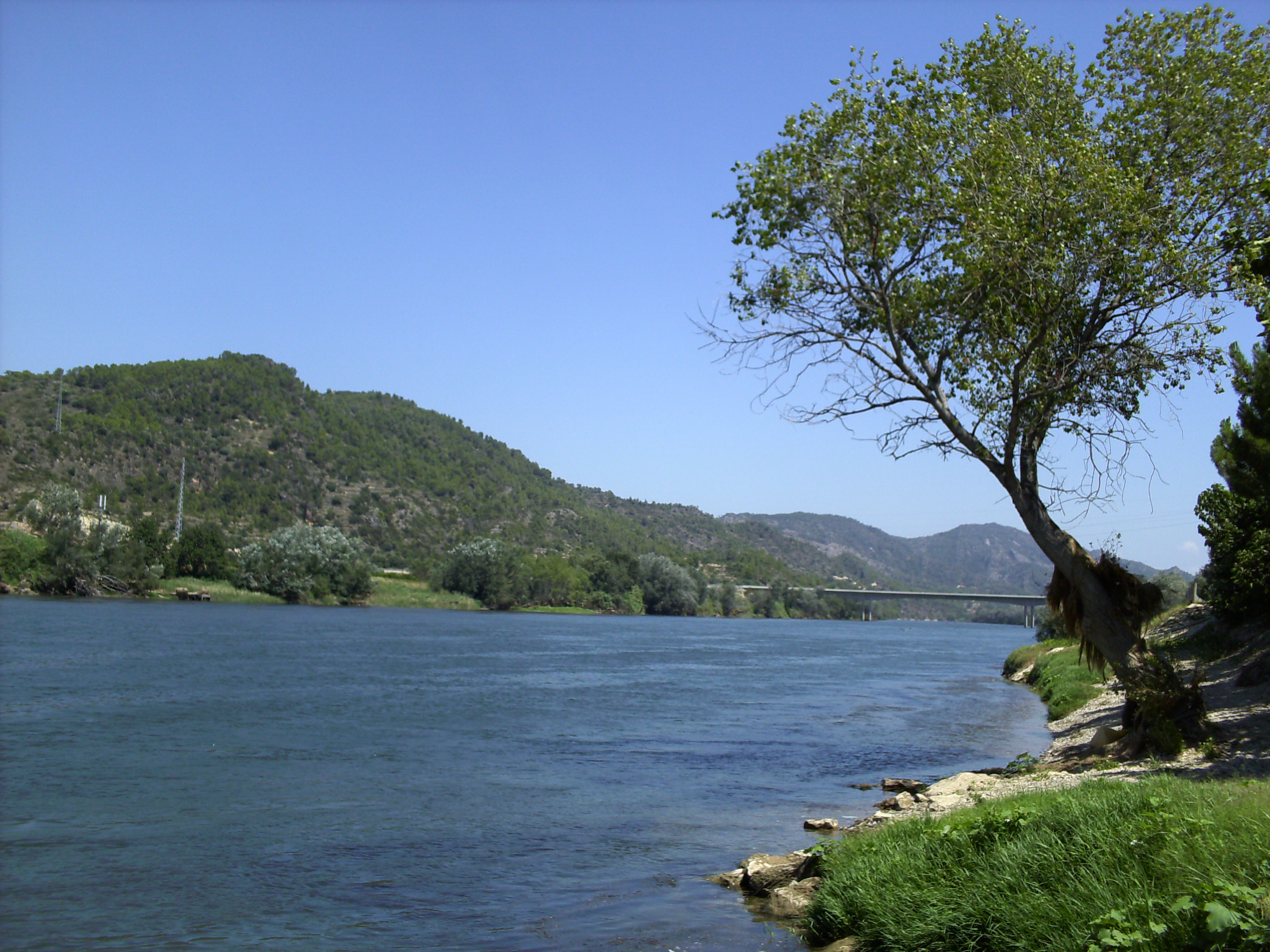
Lo riu Ebre al seu pas per Benifallet

L'Ebre té un recorregut curt pel territori català, només 138 km. de longitud i una conca de 3.114 km². estes dades són sense comptar amb la conca del Segre, la qual té 22.579 km². de superfície. Però l'Ebre té una gran importància econòmica per a Catalunya, sobretot per tres aprofitaments: aprofitament energètic (Ribera d'Ebre), per a regadiu (Baix Ebre i Montsià) i per abastir poblacions i indústries (Ribera d'Ebre, Montsià, Baix Ebre, Baix Camp i Tarragonès). I d'altres usos, com lo turístic i l'esportiu, que cada vegada tenen més importància.
Esta diversitat d'aprofitaments ha estat motiu de conflictes, ja que, malgrat que el riu sigui cabalós, l'aigua que hi corre és limitada. És un recurs natural renovable, però limitat. Part dels conflictes se generen a causa dels interessos entre els pobles i grups econòmics que aprofiten les seues aigües d'una manera o altra. Per exemple, els regadius del pla d'Urgell s'abasteixen de l'aigua del Segre, els de Navarra i Aragó d'altres afluents de l'Ebre o directament del mateix riu. S'han construït nombrosos embassaments en diversos indrets de la seua conca per tal de regular el cabal.
Tot plegat fa que els de més avall rebin un Ebre que no només depèn del règim de precipitacions i de la fosa de la neu, sinó, i sobretot, dels aprofitaments que se n'ha fet aigües amunt. Los habitants de la Ribera d'Ebre, del Baix Ebre i del Montsià troben un Ebre molt diferent del que era només fa mig segle. L'Ebre cada vegada serà més controlat des del seu naixement, per l'augment en lo consum de l'aigua de les poblacions de la seua conca, o de les conques en què l'aigua és transvasada.
Quan se parla d'aprofitaments no es fa referència solament a una disminució del cabal, sinó també a la qualitat de les aigües. Les aigües se van contaminant si les poblacions i les indústries aboquen les aigües residuals sense tractar-les o depurar-les. Per això cada vegada es construeixen més depuradores, per tal que la qualitat de l'aigua corrent dels rius no sigui contaminada i nociva per als pobles d'aigües avall.
Segurament lo canvi més gran que ha sofert l'Ebre sigui la regulació del seu cabal. La construcció dels embassaments ha fet possible retenir l'aigua quan lo cabal és abundant i deixar-la anar quan és baix. Esta regulació ha estat molt positiva de cara als regadius i per a les indústries i poblacions, que d'esta manera veuen assegurades l'aigua durant tot l'any.
Al costat d'estos grans avantatges hi ha diversos inconvenients que cal considerar. Lo primer és la modificació de la dinàmica natural del riu. Se modifica la vegetació i la fauna lligades al corrent del riu i l'aportació de sediments al delta. Estes conseqüències poden semblar d'escassa importància. No és pas així, ja que se'n deriven fets indirectes que poden ser molt greus. La forta disminució de sediment, per exemple, pot fer que la força destructiva de les ones i corrents marins superi la força constructiva dels sediments arrossegats pel riu. Si és així, el delta tendirà a reduir superfície. Por ser que creixi en la desembocadura actual, però en altres indrets la línia de costa del delta recularà.
Abans de la construcció dels embassaments, l'Ebre es desbordava periòdicament i inundava les planes al·luvials inferiors i el delta. Era un fenomen natural que tenia conseqüències catastròfiques per a l'ocupació i activitats de l'home. Una riuada podia fer net en tot lo fons de la vall. No deixava casa dreta, arrasava conreus, marges, recs, séquies i proteccions de tota mena. Una inundació provocada pel riu no era només que l'aigua envaïa una terra, sinó que la força violenta de l'aigua corrent i carregada de terra arrencava i s'enduia tot lo que trobava.

## Història de les riuades
Per això és tan important la regulació del cabal en moments de pluges intenses. A la façana de l'església de Xerta hi ha un limnígraf de rajoles on se troben inscrits los nivells de les inundacions de l'Ebre des del segle xvii. És molt alliçonador contemplar esta inscripció, ja que ajuda a entendre què és una riuada i fins on ha arribat realment l'aigua en los darrers quatre segles.
Segons esta inscripció, la inundació que arribà més amunt de les registrades és la del 9 d'octubre de 1787, coneguda a la zona com "la riuada grossa" dia en què l'aigua assolí l'alçada de 10 metres, ben bé fins al capdamunt de la porta de la mateixa església. Pot semblar impossible que l'aigua arribi tan amunt. Doncs així ha estat, i tornaria a passar ben aviat si no fos per la capacitat dels embassaments a retenir l'aigua.
Segona la mateixa inscripció, el 23 d'octubre de 1907 l'aigua assolí els 9,2 metres i el 29 d'octubre de 1937 los 9 metres. Lo 25 de maig de 1853 arribà fins als 8,08 metres, lo 21 d'octubre de 1866 als 7,89 metres, lo 5 de novembre de 1617 als 7,68 metres i el 17 de setembre de 1844 als 7,25 metres. Són dades prou significatives d'un fenomen que ha estat molt catastròfic. D'estes dades se pot treure la conclusió que tres o quatre vegades cada segle l'Ebre puja de manera natural més de quatre metres del seu nivell normal. Se pot dir que són poques vegades. És cert, però suficients perquè condicioni la vida i l'ocupació de les terres riberenques.

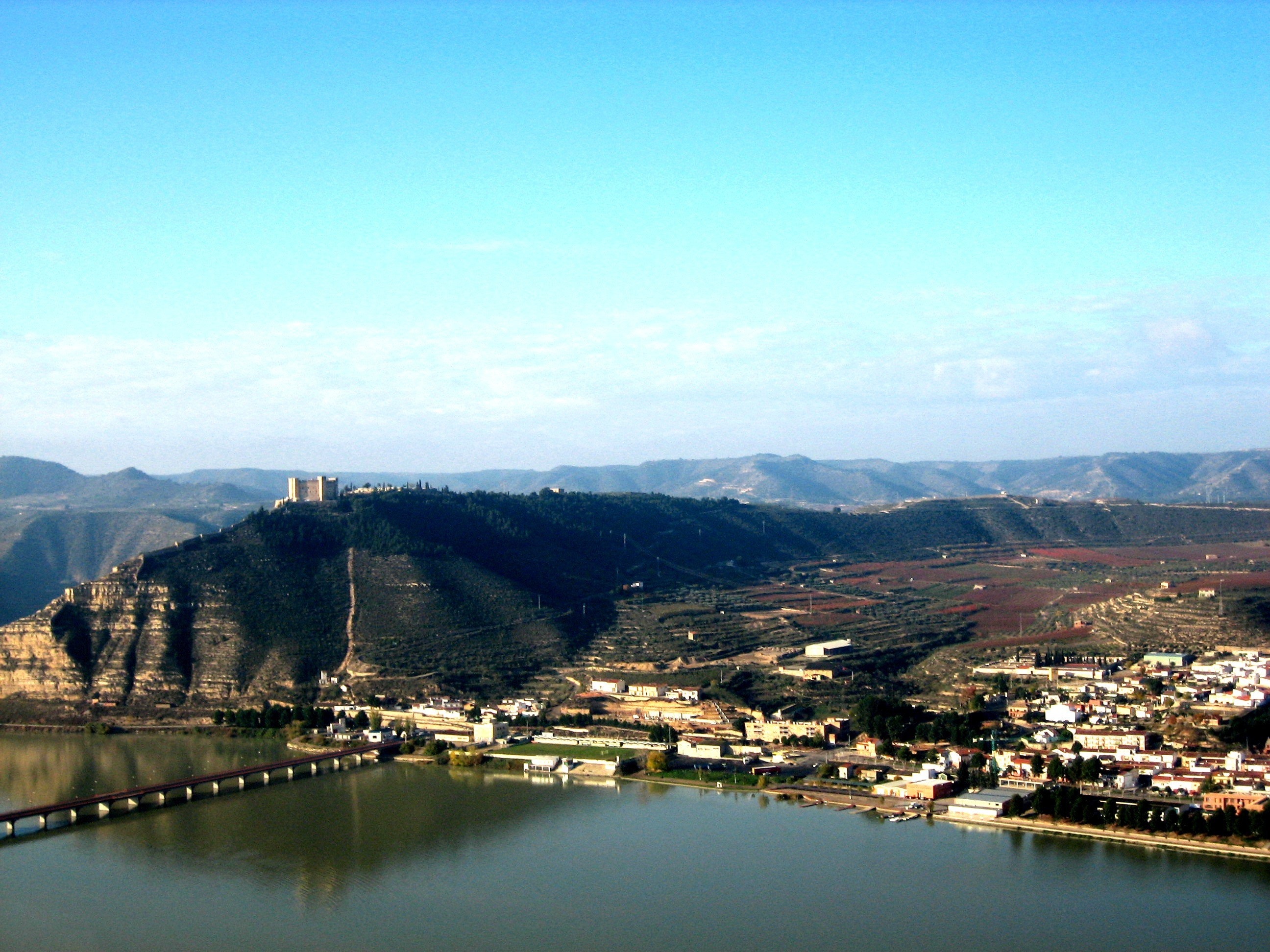
L'embassament de Mequinensa que tants avingudes ha evitat a la part baixa de l'Ebre

Ara amb los embassaments, sobretot lo de Mequinensa i el de Riba-roja, el cabal de l'Ebre és força regulat. Lo primer és un extens i gran embassament que hi ha en l'Ebre en terres aragoneses abans de l'aiguabarreig amb lo Cinca-Segre. Lo de Riba-roja és després de l'aiguabarreig i és molt útil per a la regulació quan lo Segre o el Cinca registren un fort augment dels seus cabals. Així va passar durant les pluges intenses de novembre de 1982. En esta ocasió la crescuda de l'Ebre hauria estat de les històriques pel gran cabal que baixava del Segre. Malgrat que l'embassament de Riba-roja no va ser suficient per a una regulació total, la crescuda de l'Ebre va ser molt inferior de la que hagués estat sense l'embassament.
Lo cabal mitjà de l'Ebre a l'aforament de Tortosa és de 530 m³/segon. Lo període de màxim cabal sol ser a la primavera a causa de les pluges abundoses i a la fosa de la neu. Com ja s'ha vist, los màxims absoluts, és a dir, el moment de més cabal, és normalment després dels forts aiguats que tenen lloc sobretot a la tardor, en què s'han arribat, a mesurar cabals instantanis de més de 10.000 m³/segon. Los anys plujosos, en especial a les zones pirinenques, lo cabal és força superior a la mitjana. En canvi, els anys secs, l'Ebre aporta menys aigua.

## Clima
El clima del Baix Ebre és mediterrani de tipus Litoral Sud, excepte a l'àrea dels Ports de Beseit on és de tipus Prelitoral Sud. La precipitació mitjana anual varia entre els 550 mm i 650 mm a bona part de la comarca, si bé, als Ports arriba als 900 mm. Los màxims se donen a la tardor i els mínims a l'estiu, sobretot a la costa. Los hiverns són freds a muntanya i suaus al Delta de l'Ebre, amb mitjanes que oscil·len dels 5 °C a 11 °C, donant-se els valors més baixos a muntanya, i els estius calorosos, entre 20 °C i 25 °C, comportant una amplitud tèrmica anual mitjana.
Tota la comarca queda oberta al mar. Malgrat la presència de les muntanyes de la Serralada Prelitoral, que deixen a recer les planes, lo vent que més caracteritza la comarca és lo mestral o serè, conegut per vent de dalt, del nord-oest. És un vent sec que pot bufar amb força, pel que entorn d'alguns conreus s'han plantat fileres de xiprers per a protegir els cultius. La matinada, o vent de baix, del sud-est, és humida i normalment poc intensa. Los llevants, de l'est o nord-est, poden bufar amb violència i provocar tempestes intenses.

## Vegetació

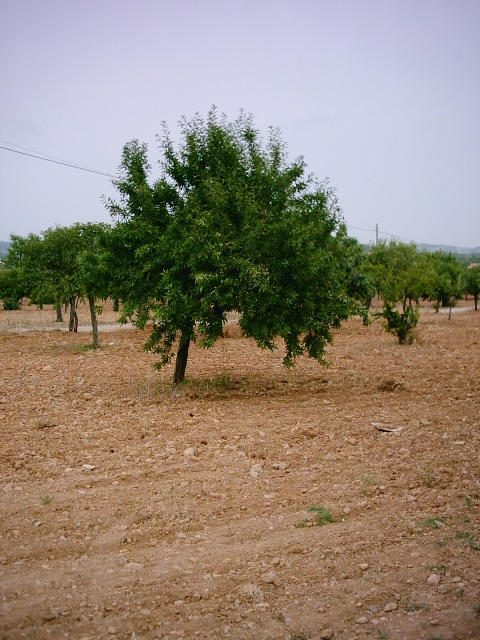
Un camp d'ametllers abundants al Baix Ebre.

El contrast de relleu i clima ha determinat una gran diversitat de paisatges vegetals. A més, l'home els ha aprofitat i explotat de manera diferent. Lo resultat és un fort contrast entre el paisatge de la plana i el de muntanya. A la plana hi ha un predomini de conreus, i a la muntanya de boscos o matollars.
Els botànics han interpretat que la vegetació espontània dels sectors més secs i calents de la plana no inundada i dels vessants inferiors assolellats estaria constituïda per una màquia litoral de llentiscle i margalló. Als vessants mitjans de les muntanyes hi hauria un alzinar, i als vessants superiors, sobretot los més frescals, rouredes de roure valencià o pinedes de pi roig i pinassa. Als sectors inundats de les planes riberenques i deltaiques hi hauria sobretot un mosaic d'aiguamolls, vegetació aquàtica i boscos de ribera.
Com s'ha dit, les planes són ocupades per conreus. Hi resten pocs indrets on la vegetació espontània pugui desenvolupar-se. De les màquines naturals, no en queda res, al seu lloc hi ha garrigues, brolles, o l'erosió hi ha estat tan intensa que només hi ha un terra rocós amb unes poques plantes menudes.
El mateix passa amb els alzinars, encara que en este cas el relleu accidental de les serres dels Ports ha facilitat el manteniment de racons on hi ha bosquets d'alzines que s'acosten força a com seria la vegetació natural. A més l'abandó del pasturatge i de l'agricultura a les zones de muntanya ha facilitat la restitució dels alzinars, que actualment són nombrosos a la muntanya mitjana. Al costat d'estos bosquets d'alzinar hi ha màquies, garrigues i brolles, que si no es toquen ni es cremen evolucionaran de mica en mica cap a un alzinar.
Als sectors elevats dels Ports i en les canals i fons de barrancs de les serres més elevades hi ha boscos mixts on sol dominar la pinassa o el pi roig. Amb l'altitud lo pi roig cada vegada és més abundant, fins a formar extenses pinedes. En les clotades més ombrívoles hi ha bosquets on abunden los caducifolis, com la blada o roure valencià.
A les carenes superiors, on lo vent sol bufar amb violència, la vegetació arbòria té dificultat per desenvolupar-se bé. Al seu lloc, o enmig de pins rebregats, hi ha un matollar amb arbusts que prenen formes encoixinades. L'arbust més significatiu és l'eriçó, nom que recorda la forma de l'animal del mateix nom.
A part hi ha la vegetació dels sòls humits. A les ribes de l'Ebre, hi dominaria un bosc de ribera amb salzes, àlbers, tamarius i oms. Este bosc se conserva en alguns indrets tot formant una franja molt estreta entre el curs de l'aigua i els conreus. Al delta, hi dominaria la vegetació d'aiguamolls i la vegetació aquàtica en los estanys. Esta vegetació estaria constituïda per arbusts i nombroses herbes altes, com lo canyís. Se conserva en les zones properes als estanys actuals, però ha estat molt reduïda a causa de l'extensió dels conreus d'arròs i d'hortalisses.
A la franja més propera a la mar hi ha dos tipus de vegetació molt característica del delta. Se tracta de la vegetació halòfila, és a dir, de la vegetació que es fa en los indrets salats. Són los salobrars on abunden les plantes carnoses com les anomenades cirialeres. També hi ha diferents espècies de joncs.
En segon lloc hi ha la vegetació dels sorrals, de les platges i dunes. Als camps de dunes hi ha tot un mosaic de comunitats vegetals que varien segons la consolidació de les dunes, si són mòbils o fixades, o si se situen en los fondals on hi ha més terra fina i humitat, on en los vessants o crestes de les dunes on l'ambient és més sec. És significativa la presència del borró al capdamunt de les dunes: lo borró és una herba alta i prima que aguanta molt bé els embats del vent i els moviments de les dunes.

## Demografia
| Municipi           | Habitants |
| ------------------ | --------- |
| Aldea, l'          | 4.160     |
| Aldover            | 882       |
| Alfara de Carles   | 377       |
| Ametlla de Mar, l' | 6.787     |
| Ampolla, l'        | 3.205     |
| Benifallet         | 739       |
| Camarles           | 3.224     |
| Deltebre           | 11.482    |
| Paüls              | 556       |
| Perelló, el        | 2.770     |
| Roquetes           | 7.973     |
| Tivenys            | 899       |
| Tortosa            | 33.372    |
| Xerta              | 1.170     |

| 1497 f | 1515 f | 1553 f | 1717  | 1787 | 1857   | 1877   | 1887   | 1900   | 1910   |
| ------ | ------ | ------ | ----- | ---- | ------ | ------ | ------ | ------ | ------ |
| 1.205  | 1.414  | 1.300  | 6.589 | -    | 40.946 | 43.098 | 44.443 | 46.353 | 50.438 |

| 1920   | 1930   | 1940   | 1950   | 1960   | 1970   | 1981   | 1990   | 1992   | 1994   |
| ------ | ------ | ------ | ------ | ------ | ------ | ------ | ------ | ------ | ------ |
| 55.641 | 57.751 | 58.866 | 66.426 | 62.400 | 65.267 | 62.528 | 65.731 | 64.826 | 64.826 |

| 1996   | 1998   | 2000   | 2002   | 2004   | 2006   | 2008   | 2010   | 2012   | 2014   |
| ------ | ------ | ------ | ------ | ------ | ------ | ------ | ------ | ------ | ------ |
| 65.879 | 65.696 | 66.274 | 68.227 | 71.708 | 76.368 | 81.304 | 82.222 | 83.125 | 80.637 |

| 2016   | 2018   | 2020 | 2022 | 2024   | 2026 | 2028 | 2030 | 2032 | 2034 |
| ------ | ------ | ---- | ---- | ------ | ---- | ---- | ---- | ---- | ---- |
| 78.977 | 77.868 | -    | -    | 82.004 | -    | -    | -    | -    | -    |

La diversitat de paisatges i les diferents possibilitats en l'aprofitament del terra han donat una ocupació del territori ben diferencial. Se distingeixen tres zones: Lo delta amb regadiu, la plana amb conreus de secà i la muntanya.
La muntanya ha estat sempre poc ocupada, gairebé un desert demogràfic, almenys com a poblament permanent. Lo fort pendent, la dificultat a establir-hi terres de conreu i el clima han dificultat l'establiment humà. Hi ha algun sector on van construir diverses residències secundàries, com les que hi ha al peu del Caro.
La plana de secà ha estat los darrers segles força poblada, encara que els nuclis de població s'han situat a la riba de l'Ebre o a la costa. La plana al·luvial regada ha estat una de les zones tradicionalment més riques. Les terres del delta han tingut una colonització recent, a la segona meitat del segle xix i al llarg del xx.
A mitjan segle xiv el territori de l'actual Baix Ebre tenia una població d'uns 5.000 habitants. Seguiren anys en què la població augmentà poc, fins hi hagué períodes de descens demogràfic, a causa de les pestes i guerres. A la darreria del segle xvi hi havia pràcticament la mateixa població que dos segles i mig abans. Al llarg del segle xviii hi hagué una revifalla de les activitats agrícoles i la població augmentà molt, almenys se doblà al llarg del segle, i segurament se triplicà. En tot moment lo municipi de Tortosa conté més de la meitat del total comarcal. Este fet no ha d'estranyar, ja que el terme gairebé abastava la meitat de la superfície, incloent-hi les millors terres de regadiu de la plana al·luvial.
Lo primer cens modern (1857) registra una població de 40.946 habitants, una població força elevada, que cal interpretar-la tenint en compte l'existència del nucli de Tortosa. L'extens municipi de Tortosa té 24.977 habitants, lo 61% del total comarcal. Ja es destaca el municipi de Roquetes, amb lo nucli a l'altra riba de l'Ebre respecte a Tortosa i Xerta.
Los censos successius mostren un creixent demogràfic constant fins a finals del segle xx en què este creixement no s'ha aturat, malgrat que la greu crisi ha fet minvar-lo. Hi hagué períodes amb un augment destacat, d'altres amb creixement escàs, i una dècada amb descens. Lo gràfic de l'evolució de la població mostra esta tendència positiva i les variacions fins al padró de 2010.
La tendència és semblant al municipi de Tortosa, alhora que és evident l'elevada proporció de la població d'este municipi respecte al total del Baix Ebre. Sempre s'ha representat la població de tota la superfície del terme antic de Tortosa, incloent-hi els sectors actualment segregats: l'Aldea, Camarles, Deltebre i Sant Jaume d'Enveja, este darrer actualment del Montsià. Només en lo període 1981-1986 se va representar sense estos municipis. Tots junts tenen actualment més de 50.000 habitants, quan en realitat lo padró de 1986 dona una població de 28.815 habitants per a Tortosa. En este padró ja no s'han comptabilitzat los habitants dels sectors segregats.
Fins a mitjan segle xix lo delta era una terra gairebé deshabitada. Fou durant la segona meitat del segle i del XX quan se va anar poblant, a mesura que les terres se drenaven i dessecaven, i es construïen los canals de la Dreta de l'Ebre i de l'Esquerra de l'Ebre. Les terres més elevades eren dedicades a horta i les més baixes, amb inundacions freqüents o amb processos de salinització, a arròs. La construcció definitiva del canal de l'Esquerre de l'Ebre, que prenia l'aigua de l'assut de Xerta, permet regar tot lo marge esquerre del delta mitjançant nombroses séquies.
S'establiren diferents nuclis de població, com lo de Camarles i l'Aldea en lo límit del delta, i sobretot La Cava i Jesús i Maria. Estos dos darrers nuclis són propers, gairebé al centre del delta, prop del curs del riu. En segregar-se del municipi de Tortosa constituïren un sol municipi amb lo nom de Deltebre. Deltebre té actualment (2010) 11.063 habitants. Deltebre constitueix un llarg nucli, d'uns 6 km. que s'estén a la riba esquerra de l'Ebre. Hi predominen les cases baixes.
A l'extrem del delta, enfront mateix de la gola o desembocadura actual del riu, hi ha la urbanització Riumar, l'únic espai extens de residència secundària que hi ha al marge esquerre del delta. A l'altre marge hi ha la dels Eucaliptus, entre els estanys de la Platjola i la Tancada.
La tendència demogràfica actual del Baix Ebre és l'estabilització, encara que la població ha augmentat una mica el darrer decenni, bé que per sota del creixement vegetatiu de la població, la qual cosa vol dir que hi ha hagut emigració cap als nuclis industrialitzats de la resta del país.
Lo Baix Ebre és una de les comarques més poblades i globalment amb menys despoblament de les comarques rurals. Cal indicar que esta és una tendència global, ja que al sector de secà i al peu de les serres sí que hi ha hagut despoblament i abandó de les activitats agrícoles. Però est abandó ha estat compensat pel creixement en les àrees de regadiu, en especial al delta.

## Economia

Bandera (no oficial) del Baix Ebre

Al ric sector primari (agrícola, ramader i pesquer) si uneix un teixit industrial i d'empreses de serveis que s'ubiquen en els diversos polígons industrials existents: el polígon industrial Baix Ebre (Campredó-Tortosa); el polígon industrial Catalunya Sud (l'Aldea-Tortosa), de recent construcció, i el polígon industrial Venta Nova de Camarles a més a més d'altres com el polígon Pla de l'Estació (Roquetes-Tortosa) o el polígon Les Molines de Deltebre. Tortosa és un important centre agrícola, comercial i industrial. La base econòmica del Baix Ebre és l'agricultura i ramaderia. Hi ha una certa activitat industrial, localitzada sobretot entre Tortosa i el delta. Els serveis i les activitats turístiques, encara és un sector en creixement i que cada volta ocuparà més persones una vegada passi la crisi actual (2012).

### Agricultura
L'agricultura ha estat i és la base actual de l'economia de la comarca. Gairebé la meitat de la superfície comarcal és cultivada. Este percentatge pot semblar baix si no es té present que el Baix Ebre inclou un ample sector de muntanya, tant dels Ports de Beseit com de les serres de Cardó i del Boix, on actualment no hi ha terra conreada. A la resta si, al delta i a la plana de peu de muntanya, predomina l'espai conreat.
De les terres conreades una tercera part és de regadiu, gràcies a l'aigua de l'Ebre, acabat lo 1912. Més de la meitat del regadiu és plantat d'arròs. Al delta és lo cultiu dominant. Als entorns de Jesús i Maria i la Cava, a les vores del curs de l'Ebre i entre Camarles i Amposta (Montsià) hi ha sobretot hortalisses. Los fruiterars se localitzen prop de Jesús i Maria i la Cava i al llarg de la plana al·luvial.
Les hortalisses més conreades són la carxofa, el tomàquet, lo meló, la pastanaga, la mongeta verda, l'enciam, lo pèsol i la ceba. Actualment moltes hortalisses són conreades sota hivernacles, de cara a produir verdures fresques durant tot l'any i a evitar que les gelades les malmetin. També es protegeixen del vent, en especial del serè o mestral, amb rengles de xiprers plantats, abundants en lo sector de contacte del delta amb la resta del continent.
Lo Baix Ebre i el Montsià són les dues grans comarques hortícoles de Catalunya, fet facilitat per la topografia plana del delta i plana deltaica, per l'abundor de l'aigua disponible, per la fertilitat dels sols i per un clima moderat i amb glaçades escasses.
Los fruiterars tenen un lloc destacat en lo regadiu. De la fruita dolça destaca el presseguer. La resta són cítrics: mandarina, taronja i clementina.
Al secà hi ha un predomini total dels conreus llenyosos. Los cereals ocupen una superfície reduïda. Més de tres quartes parts del secà és actualment ocupat per l'olivera. Lo Baix Ebre és la comarca catalana amb més oliverars. La seua superfície ha disminuït una mica, però no tant com a les comarques de l'interior com les Garrigues, on han estat abandonats o arrencats nombrosos oliverars. Al Baix Ebre, part de les feines del camp en lo cultiu de l'olivera han pogut ser mecanitzades.
Segueix en importància el garrofer, que ha va sofrir un fort abandonament les darreres dècades, a causa de l'escàs interès del seu fruit. La garrofa era emprada abans per a l'alimentació dels animals de tir (cavalls), que han estat substituïts per tractors. La seua utilització per a la fabricació de pinsos o l'ús de la llavor de la garrofa en la indústria química no va ser un al·licient econòmic suficient per al manteniment del conreu del garrofer en nombroses explotacions. Tot i això, els darrers vint anys el seu preu ha pujat molt, per la demanda de la indústria alimentària, que ha incorporat les farines de llavor de la garrofa (del garrofí) com a espessant alimentari.

Poca importància tenen lo conreu de la vinya i de l'ametller, que ocupen superfícies reduïdes en lo conjunt comarcal.

### Ramaderia i pesca
Lo Baix Ebre és la primera comarca en aviram. Juntament amb lo Montsià i el Baix Camp constitueixen l'àrea de major concentració de granges de gallines i pollastres. Al Baix Ebre hi ha nombroses granges de gallines per a la producció d'ous i d'altres d'engreix de pollastres, per a la producció de carn. Esta ramaderia és molt tecnificada, i sofreix crisis periòdiques a causa de les variacions dels preus en lo mercat.
La resta de ramaderia és poc important en lo conjunt català. Destaca una mica la ramaderia porcina, també en granges molt tecnificades.
La pesca és localitzada sobretot al port de l'Ametlla de Mar, amb un total de més de 4.000 tones de pesca desembarcada l'any. Menys important és lo port de l'Ampolla, on se desembarquen sobretot mol·luscs, procedents dels vivers del port del Fangar. Als estanys o basses del delta hi ha una pesca tradicional notable. Se pesca llissa, tenca i anguila a la bassa del Canal Vell.

### Indústria
Lo Baix Ebre és una comarca poc industrialitzada. Predominen les empreses petites. Hi ha diverses indústries agropecuàries: molins d'oli, escorxadors, fàbrica de pinsos, elaboració de llet, etc. Destaquen també els rams del metall, lo químic, lo de la fusta i el del tèxtil. La majoria de les indústries se localitzen a Tortosa i Roquetes. Entre Tortosa i l'Aldea hi ha el Polígon Industrial Baix Ebre, a la zona de Campredó.

## Comunicacions
Per carretera el Baix Ebre és un nexe entre Catalunya, el País Valencià i l'Aragó. La zona de la costa està molt ben comunicada amb l'autopista del Mediterrani (AP-7), de peatge, i la carretera N-340, que són lo nexe entre França i el sud de la Península. Les comunicacions malgrat tot resten a l'espera de la millora que haurà de suposar la construcció de l'autovia A-7. Per facilitar els accessos entre Catalunya, l'Aragó i França a través de la zona interior, més muntanyosa, trobem la C-230 (C-12), coneguda com l'Eix de l'Ebre, que agilita la circulació. Com a nexe entre les vies litorals i les interiors s'utilitza la C-237 (C-42) que comunica l'Aldea i Tortosa. En l'actualitat hi ha previstes les circumval·lacions de l'N-340 a l'Aldea (iniciada el maig de 2009) i de l'Eix de l'Ebre a Tortosa.
En avióAeroports més propers (km respecte a Tortosa): Barcelona (165 km), València (180 km) o Reus (80 km). Cal recordar que en l'actualitat està en construcció l'aeroport de Castelló i que el Pla d'Aeroports, aeròdroms i heliports de Catalunya preveu la construcció de l'Aeroport de les Terres de l'Ebre.
Amb trenEstacions de l'Ametlla de Mar, l'Ampolla/el Perelló/Deltebre, Camarles/Deltebre, l'Aldea/Amposta/Tortosa (estació de parada de trens de llarg recorregut), Campredó i Tortosa (estació terminal dels trens regionals de la línia Barcelona-Tarragona-Tortosa i en connexions cap a Vinaròs i València).
Amb busEstació d'autobusos de Tortosa: desplaçaments tant per les Terres de l'Ebre i el Maestrat com direcció a grans ciutats com Barcelona, Tarragona, Lleida, València i Saragossa, entre d'altres.
Per marPorts pesquers i esportius de l'Ametlla de Mar, l'Ampolla i Deltebre. Cal esmentar el port de Sant Carles de la Ràpita (a la comarca veïna del Montsià) que és lo gran port marítim de les Terres de l'Ebre.

## Política i govern

### Organització territorial

#### Informe Roca
Lo Parlament de Catalunya va encarregar la revisió del mapa territorial a una comissió d'experts presidida per Miquel Roca amb la presència de quatre geògrafs. Lo gener del 2001 se va presentar l'Informe sobre la revisió del model d'organització territorial de Catalunya, conegut com l'Informe Roca. Est informe proposa diversos canvis al Baix Ebre, que se situaria a la vegueria de les Terres de l'Ebre:
- Municipis d'altres comarques al Baix Ebre:
  - Mas de Barberans, del Montsià.
  - La Sénia, del Montsià.
- Municipis del Baix Ebre a altres comarques:
  - L'Aldea, al Montsià.
  - Camarles, al Montsià.
  - Deltebre, al Montsià.
- Pedanies o enclavaments que canvien de municipi:
  - Lo Mascar i La Vall de Servera, d'Alfara de Carles, al municipi de Tortosa.
  - Enclavament de Masos de Carlares, de Tortosa, al municipi d'Alfara de Carles.